# Waterworld
Waterworld ist ein US-amerikanischer Science-Fiction-Film des Endzeitgenres, der im Jahr 1995 gedreht wurde. Die Hauptrolle spielt Kevin Costner, der den Film auch mitproduzierte. Der Film war mit einem Budget von 175 Millionen US-Dollar der bis dahin teuerste der Geschichte. Diese Kosten konnten nicht an der Kinokasse eingespielt werden; erst die Verwertung für das Heimkino brachte ein leichtes Plus. Neben der 130 Minuten langen Kinofassung existiert eine 176 Minuten lange, erweiterte Version, die erst 2024 komplett ins Deutsche synchronisiert wurde.

## Handlung
In einer dystopischen Zukunft sind durch eine ökologische Katastrophe die Polkappen der Erde geschmolzen und die Kontinente fast vollständig im Wasser versunken. Die wenigen Überlebenden leben als Händler auf Booten oder auf schwimmenden Atollen. Zu den kostbarsten Gütern sind Süßwasser und Muttererde geworden, da sie nur sehr schwer gewonnen werden können. Neben dem ständigen Kampf um überlebenswichtige Ressourcen wird die ansonsten friedlich-lethargische Wasserwelt von Deacon und seiner Piratenbande, den Smokers, bedroht, die auf einem alten Öltanker mit nicht unerheblichen Ölvorräten leben. Eine Hoffnung haben alle gemeinsam: eines Tages das mysteriöse Dryland zu finden, ein nicht überflutetes Festland.
In dieser Welt durchfährt der sogenannte Mariner das Meer mit seinem Trimaran. Er ist ein Mutant, denn er besitzt Kiemen und Schwimmhäute, und kann somit unter Wasser atmen und schnell schwimmen. Immer wieder unternimmt er Tauchgänge zum Meeresgrund und birgt aus den versunkenen Städten der untergegangenen Zivilisation Dinge an die Oberfläche, um sie gegen Waren einzutauschen. Eines Tages wird er beim Besuch eines schwimmenden Atolls von den Bewohnern als Mutant erkannt und gefangen genommen. Da seine Mutation den Bewohnern Angst einflößt, soll er im Schlamm einer Nahrungsrecyclinganlage ertränkt werden, als plötzlich die Smokers das Atoll angreifen. Während des Gefechts kann der Mariner zusammen mit den Atollbewohnerinnen Helen und dem Kind Enola auf seinem Trimaran fliehen. Außerdem schaffte es der kauzige Erfinder Gregor mit einem selbstgebauten Luftschiff zu flüchten. Auf dem Rücken Enolas befindet sich eine Tätowierung, die angeblich die Position von Dryland verraten soll. Da diese Tätowierung der Grund für den Angriff der Smokers auf das Atoll zu sein scheint, werden die drei auf den Weiten des Ozeans von ihnen verfolgt.
Zunächst lehnt der Mariner Helen und Enola ab. Einmal wirft er Enola ins Wasser, wobei die Nichtschwimmerin fast ertrinkt, ein anderes Mal ist er kurz davor, Helen einem anderen Händler als Tauschobjekt zu überlassen. Nach und nach freundet er sich auf der Reise mit den beiden, insbesondere mit Enola, immer mehr an. Als er eines Tages Helen in einer Taucherglocke zum Meeresgrund mitnimmt, nehmen die Smokers Enola gefangen und zerstören den Trimaran. Gregor findet jedoch mit seinem Luftschiff den brennenden Trimaran, auf dessen Überresten der Mariner und Helen im Meer treiben, und rettet beide. Sie treffen auf Überlebende des vorangegangenen Smoker-Angriffs, und der Mariner bricht zum Öltanker auf, um Enola zu befreien. Auf dem Öltanker wirft er eine Leuchtfackel in den Öltank und kann im Chaos des explodierenden und versinkenden Schiffs Enola befreien. Gregor, Helen sowie der Atoll-Anführer sind ihnen in Gregors Luftschiff gefolgt und nehmen sie auf. Mit Gregors Hilfe kann der Mariner nun die Karte auf Enolas Rücken entziffern, da er als einziger die Position der eintätowierten, überfluteten Städte kennt. So erreichen sie nach einer mehrtägigen Reise im Luftschiff schließlich Dryland, eine bergige Landmasse mit üppiger Tier- und Pflanzenwelt sowie ausreichend Frischwasser. In einer Siedlung finden sie die sterblichen Überreste der Bewohner, unter anderem Enolas Eltern. Der Mariner fühlt sich jedoch auf Land nicht wohl. Er baut ein neues Segelboot und sticht wieder in See, durch Helen und Enola vom Ufer aus verabschiedet. Ein Schild am Boden enthüllt, dass sie genaugenommen auf der Spitze des höchsten Bergs der Welt stehen, dem Mount Everest.

## Produktionsnotizen
Der Film geriet in die Kritik, da das geplante Budget von 100 Millionen US-Dollar weit überschritten wurde. Es gab Transportprobleme bei den Dreharbeiten auf dem Wasser und schlechtes Wetter (vor Drehbeginn hatte Steven Spielberg Kevin Costner und Kevin Reynolds aufgrund seiner eigenen Produktionsschwierigkeiten bei Der weiße Hai davor gewarnt, auf offenem Wasser zu drehen). Nach Ende der Dreharbeiten mussten viele Szenen neu gedreht oder digital umgearbeitet werden, zum Beispiel weil Costners Haarausfall zu deutlich zu sehen war.
Nach den Filmarbeiten kam es zum Zerwürfnis zwischen Kevin Costner und seinem langjährigen Freund, dem Regisseur Kevin Reynolds, der entlassen wurde. Costner übernahm die Regie schließlich selbst. Das Zerwürfnis hatte mit dem Filmschnitt von Reynolds zu tun, der eine Version von circa drei Stunden geschnitten hatte, mit deren Länge aber nur eine Abendvorstellung pro Tag in den Kinos möglich war. Aufgrund der immensen Kosten war das aber sowohl Universal als auch Costner zu gefährlich und so wurde Reynolds gefeuert, der sich weigerte, eine kürzere Version zu schneiden. Die längere Version gibt es trotzdem zu sehen; sie lief schon mehrmals im amerikanischen Fernsehen und ist mittlerweile als DVD in den USA erschienen.
Joss Whedon, der Schöpfer der Serien Buffy und Firefly, war während der Dreharbeiten als Script Doctor angestellt, um die Ungereimtheiten und Löcher im Plot zu beseitigen. Jahre nach dieser Arbeit darauf angesprochen, meinte er, dass es eine der schwierigsten Reparaturen an einem der schlechtesten Skripte war, die er je gelesen hatte.
Waterworld drohte zunächst ein großer finanzieller Flop zu werden, weshalb Costner seither als Kassengift galt. Zwar spielte der Film weltweit einen höheren Betrag an den Kinokassen ein, als er gekostet hatte, dennoch waren die Einnahmen von 264 Millionen US-Dollar im weltweiten Vertrieb zunächst zu gering, um nach Abzug des Einnahmeanteils der Kinos die Kosten zu decken. Erst im Videoverleih konnte der Film letztlich einen leichten Profit einbringen.
Die Dreharbeiten fanden in einem großen künstlichen Meerwasserbecken statt, ähnlich dem, das zwei Jahre später im Film Titanic verwendet wurde. Es befand sich im Pazifischen Ozean vor der Küste Hawaiis. Die letzte Szene wurde im Waipiʻo Valley (welches das fiktive Dryland darstellt) auf der Insel Hawaii gedreht. Weitere Dreharbeiten fanden in Los Angeles, Huntington Beach und auf Santa Catalina Island in Kalifornien statt.
Der Filmkomponist Mark Isham, der ursprünglich für die Komposition der Filmmusik ausgewählt worden war, hatte lediglich Demos für 25 % des Films fertiggestellt und wurde Berichten zufolge von Costner abgelehnt, weil die Musik „zu ethnisch und düster“ sei und im Gegensatz zum futuristischen und abenteuerlichen Ton des Films stehe. Isham bot an, es noch einmal zu versuchen, bekam aber keine Chance. Der Filmkomponist James Newton Howard wurde beauftragt, die neue Filmmusik zu schreiben.
Im Themenpark der Universal Studios in Hollywood sowie in den Parks in Osaka (Japan) und Singapur (Universal Studios Singapore) kann eine Stuntshow nach den Motiven des Films besucht werden.

## Trivia
- In einer Szene erkennt man den Namen des Schiffes der Smoker. Er lautet „Exxon Valdez“, im Film von den Smokern „Deez“ genannt.
- Der Deacon bringt bei einer Ansprache dem „Heiligen St. Joe“ ein Opfer in Form einer Flasche Whisky dar. „St. Joe“ ist eine Anspielung auf Joseph Hazelwood, den alkoholkranken Kapitän der Exxon Valdez, die im Jahr 1989 havarierte, dessen Bild auch im Film zu sehen ist.
- Die Smoker nennen das Öl „Go-Juice“, zu deutsch also in etwa „Laufsaft“. Eine zum Raffinieren des „Go-Juice“ benötigte Raffinerie befindet sich auf der „Deez“.
- Der ältere Gelehrte Gregor nennt den Mariner auch Ichthyo sapiens, da er ein perfekt an das Wasserleben angepasster Mensch zu sein scheint. Diese Bezeichnung ist jedoch falsch, denn Ichthyo sapiens bedeutet übersetzt „weiser Fisch“, also eine Fischart, deren Intelligenz an die eines Menschen heranreicht. Die korrekte Bezeichnung für einen Wassermenschen wäre Homo aquaticus.[7] Jedoch läuft Evolution nicht in so kurzer Zeit und so zielgerichtet ab, wie es der Film zeigt.
- „Ichthyo sapiens“ ist auch eine Bezeichnung für Abraham „Abe“ Sapien in den Geschichten um Hellboy.
- Am 4. November 2008 erschien in den USA eine Doppel-DVD-Box von Waterworld. Sie enthält zum einen die sogenannte „Theatrical Version“, die im Kino zu sehen war, zum anderen einen TV Extended Cut, der in den USA zuvor bei ABC ausgestrahlt worden war. Dieser TV Extended Cut ist über 40 Minuten länger als die Kinoversion, für die TV-Ausstrahlung wurden aber ein paar Gewaltszenen, die es in der Kinofassung gab, entfernt. Es handelt sich daher dabei noch nicht um einen vollständigen Director’s Cut, wie ihn sich der Regisseur vorstellte. Der Extended Cut wurde in Deutschland erstmals 2019 auf der 4K UHD Edition der Kinoversion mit veröffentlicht, dort allerdings nur in HD und nicht synchronisiert, aber mit deutschen Untertiteln.[8] Erst der sogenannte „Ulysses Cut“ des Films enthält alle Szenen. Plaion Pictures veröffentlichte am 14. August 2024 erstmals eine synchronisierte Version davon in 4k.[9]
- Der Film startete in den deutschen Kinos am 21. September 1995.
- In der Realität würde das vollständige Schmelzen des irdischen Eises den Meeresspiegel um weniger als 80 Meter ansteigen lassen.[10]

## Kritik
„Ziemlich fantasielos in Charakteren und Story, erreicht der Film seine Höhepunkte bei der Beschreibung der bizarren Szenerie und den artistischen Stunts der Kampfszenen. Stilistisch ein gigantisches Recycling-Unternehmen.“

“The cost controversy aside, Waterworld is a decent futuristic action picture with some great sets, some intriguing ideas, and a few images that will stay with me. It could have been more, it could have been better, and it could have made me care about the characters. It's one of those marginal pictures you're not unhappy to have seen, but can't quite recommend.”

„Abgesehen von der Kontroverse um die Kosten ist Waterworld ein anständiger futuristischer Actionfilm mit einigen großartigen Szenerien, einigen reizvollen Ideen und einigen Bildern, die ich nicht vergessen werde. Es hätte mehr sein können, es hätte besser sein können und man hätte sich mehr um die Charaktere bemühen können. Es ist einer dieser mäßigen Filme, bei denen man nicht unglücklich ist, sie gesehen zu haben, sie aber auch nicht weiterempfehlen kann.“

## Auszeichnungen (Auswahl)
Oscarverleihung 1996
- Nominierung in der Kategorie Bester Ton für Steve Maslow, Gregg Landaker und Keith A. Wester

British Academy Film Awards 1996
- Nominierung in der Kategorie Beste Visuelle Effekte für Michael J. McAlister, Brad Kuehn, Robert Spurlock und Martin Bresin

Saturn-Award-Verleihung 1996
- Nominierung in der Kategorie Bester Science-Fiction-Film
- Nominierung in der Kategorie Beste Kostüme für John Bloomfield

Goldene Himbeere 1996
- Ausgezeichnet in der Kategorie Schlechtester Nebendarsteller für Dennis Hopper
- Nominierung in der Kategorie Schlechtester Hauptdarsteller für Kevin Costner
- Nominierung in der Kategorie Schlechtester Regisseur für Kevin Reynolds